# Liste der Monuments historiques in Mesnil-Saint-Loup
Die Liste der Monuments historiques in Mesnil-Saint-Loup führt die Monuments historiques in der französischen Gemeinde Mesnil-Saint-Loup auf.

## Liste der Objekte
| Bezeichnung                   | Beschreibung                                                                             | Standort                                            | Kennzeichnung | Schutzstatus | Datum | Bild |
| ----------------------------- | ---------------------------------------------------------------------------------------- | --------------------------------------------------- | ------------- | ------------ | ----- | ---- |
| Orgel                         | Haupteintrag für PM10003956                                                              | in der Kirche Notre-Dame-de-la-Ste-Ésperance (Lage) | Inscrit       | Inscrit      | 1985  |      |
| Instrumentalteil der Orgel    | 1893/94 von Charles und Frédéric Rollin gebaut                                           | in der Kirche Notre-Dame-de-la-Ste-Ésperance (Lage) | PM10003956    | Inscrit      | 1985  |      |
| Skulptur Madonna mit Kind (1) | Holz, farbig gefasst, 18. Jahrhundert                                                    | in der alten Kirche St-Loup (Lage)                  | PM10003958    | Inscrit      | 1984  |      |
| Kanzel                        | Holz, Ende des 19. Jahrhunderts; die Skulpturen Jules Narcisse Cathelin zugeschrieben    | in der Kirche Notre-Dame-de-la-Ste-Ésperance (Lage) | PM10003960    | Inscrit      | 1992  |      |
| Hauptaltar                    | Altartisch, Tabernakel und Retabel; Kalkstein, farbig gefasst, Ende des 19. Jahrhunderts | in der Kirche Notre-Dame-de-la-Ste-Ésperance (Lage) | PM10003959    | Inscrit      | 1992  |      |
| Skulptur Madonna mit Kind (2) | Kalkstein, farbig gefasst, 16. Jahrhundert                                               | in der Kirche Notre-Dame-de-la-Ste-Ésperance (Lage) | PM10001221    | Classé       | 1979  |      |